# Commission des valeurs mobilières du Québec
La Commission des valeurs mobilières du Québec (CVMQ) était un organisme québécois chargé de surveiller et encadrer le commerce des valeurs mobilières. La CVMQ est créé le 1er mai 1955 lorsque la Loi concernant les valeurs mobilières, sanctionnée le 22 février 1955, entre en vigueur par proclamation.

## Mandat
La loi instituant la CVMQ spécifiait que la Commission avait mandat de « surveillance et de contrôle du commerce de valeurs mobilières » au Québec. À ses débuts la Commission est composé de trois commissaires, dont un président. La Commission est habilitée à délivrer les enregistrements pour pouvoir traiter des valeurs mobilières, sachant que la loi proscrit d'opérer sans enregistrement. La loi de 1982 précise :

« La Commission des valeurs mobilières du Québec [...] a pour mission :
1. de favoriser le bon fonctionnement des marchés de valeurs mobilières;
2. d'assurer la protection des épargnants contre les pratiques déloyales, abusives et frauduleuses;
3. de régir l'information des porteurs de valeurs mobilières et du public sur les personnes qui font publiquement appel à l'épargne et sur les valeurs émises par celles-ci;
4. d'encadrer l'activité des professionnels du marché des valeurs mobilières, des associations qui les regroupent et des organismes chargés d'assurer le fonctionnement d'un marché de valeurs mobilières. »

— Loi sur les valeurs mobilières

## Historique
À sa création la CVMQ est sous la responsabilité du procureur général du Québec, et est financée par le gouvernement par le fonds consolidé du revenu.
La responsabilité du CVMQ est transféré du procureur général au Secrétaire de la province le 1er avril 1961. Le 28 mai 1968 la responsabilité du CVMQ est transféré au ministère des Institutions financières, Compagnies et Coopératives lorsque la loi constitutive de ce ministère entre en vigueur,.
En 1979 le gouvernement annonce la création du régime d'épargne-actions (RÉA) et confie à la CVMQ la charge d'attribuer des agréments aux entreprises qui répondent aux critères du régime.
Lors de la création de l'Inspecteur général des institutions financières, le Ministère des Institutions financières et Coopératives est aboli. La responsabilité du CVMQ est alors transférée au Ministère des Finances le 1er avril 1983.
À partir de 1997 la CVMQ est un organisme autonome financé par le secteur des valeurs mobilières, et non plus par le gouvernement du Québec.

### Dissolution (2002-2004)
Le 11 décembre 2002 la Loi sur l'Agence nationale d'encadrement du secteur financier est sanctionnée. Cette loi vise à créer un organisme unique chargé d'administrer toutes les lois relatives à l'encadrement du secteur financier. La loi institue un bureau de transition rassemblant la nouvelle agence, la CVMQ, le BSF, la RADQ, le FISF et l'IGIF.
Ce bureau de transition est actif jusqu'au 1er février 2004, date à laquelle la CVMQ est abolie et ses responsabilités transférées à l'Autorité des marchés financiers (qui est le nouveau nom pris par l'agence unique créée par la loi de 2002).